# دوغلاس جينينغز
دوغلاس جينينغز (بالإنجليزية: Douglas Jennings)‏ هو نحات بريطاني، ولد في 24 سبتمبر 1966.

## وصلات خارجية
- الموقع الرسمي